# Radosław Matusiak
Radosław Matusiak (* 1. Januar 1982 in Łódź, Polen) ist ein ehemaliger polnischer Fußballspieler.

## Karriere
Matusiak schaffte seinen Durchbruch 2005 beim Verein GKS Bełchatów. Dorthin wechselte er zur Saison 2004/05 ablösefrei und konnte sich vom ersten Tag an als Stürmer im Team etablieren. Da er sich dort als einer der besten polnischen Nachwuchsstürmer herausstellte, verpflichtete ihn der italienische Verein US Palermo in der Winterpause 2006/07. Dort kam er jedoch nur zu knapp 100 Minuten Spielzeit in 3 Serie-A-Spielen. Bereits zur nächsten Saison wechselte Matusiak zum niederländischen Club SC Heerenveen, wo er einen Dreijahresvertrag inklusive Option auf ein weiteres Jahr unterschrieben hat. Zur Rückrunde der Saison 2007/08 wurde Matusiak an den polnischen Erstligisten Wisła Kraków ausgeliehen. Nach dieser Saison wird er wieder zum SC Heerenveen zurückkehren.
Aufgrund seiner insgesamt 17 Tore und 4 Vorlagen in der Saison 2005/06 wurde auch der polnische Nationaltrainer Leo Beenhakker auf ihn aufmerksam. Am 6. September 2006 gab Matusiak gegen Serbien sein Debüt im Trikot der polnischen Nationalmannschaft, wo er zur 1:0-Führung Polens traf (Endstand: 1:1). Auch bei seinem zweiten Einsatz für Polen traf Matusiak. Im Qualifikationsspiel gegen Belgien zur Fußball-Europameisterschaft 2008 erzielte er den 1:0-Siegtreffer für die polnische Nationalmannschaft und traf ebenfalls im Rückspiele gegen Serbien (2:2). Er hatte somit maßgeblichen Anteil an der Qualifikation Polens für die Fußball-Europameisterschaft 2008, wurde jedoch für diese von Trainer Leo Beenhakker nicht berücksichtigt.
Am 29. August 2008 beendete Radosław Matusiak vorzeitig seine Karriere. Jedoch unterschrieb er am 23. Dezember 2008 wieder einen Vertrag bei Widzew Łódź, die damals in der 2. polnischen Liga spielten. Hier erzielte er in sieben Spielen lediglich ein Tor. Zur Saison 2009/10 wechselte er in die Ekstraklasa zu Cracovia, wo er kurzzeitig wieder zur alten Torgefährlichkeit zurückfand. In insgesamt 35 Spielen für Cracovia erzielte Matusiak acht Tore. Am 18. Januar 2011 unterschrieb er einen 2,5-Jahres-Vertrag beim griechischen Erstligisten Asteras Tripolis. Allerdings konnte sich Matusiak in Griechenland nie richtig durchsetzen und wechselte in der Winterpause der Saison 2011/2012 nach nur 4 Ligaspielen, in denen er kein Tor erzielte, wieder nach Polen zu Widzew Łódź zurück. Im August 2012 gab er dann erneut sein Karriereende bekannt.
Zwei Monate später absolvierte er dennoch ein Probetraining beim deutschen Drittligisten FC Rot-Weiß Erfurt.
Insgesamt erzielte er bisher in Polen in der Ekstraklasa in 127 Spielen 30 Tore und in der 2. Liga in 112 Spielen 20 Tore.

## Erfolge
- Polnischer Meister (2008)
- U16 Vize-Europameister (1999)